# Економіка Російської Федерації (2022)
Економіка Російської Федерації (2022) — стан російської економіки після російського вторгнення в Україну у 2022 році та введення санкцій проти РФ.

## Первинний сектор

### Сільське господарство
В 2021 року Росія входила до трійки провідних світових експортерів пшениці, кукурудзи, ріпаку, насіння соняшника та олії, була головним світовим експортером азотних добрив та другим провідним постачальником калійних та фосфорних добрив.

## Вторинний сектор

### Важка промисловість
За даними Росстату, обсяг будівельних робіт, виконаних за 2018 рік, становив 8,4 трлн руб. Зростання в галузі у 2018 році стало рекордним: вищі темпи спостерігалися лише у 2008 році.
- Нафтогазова:

### Енергетика
- Електроенергетика
- Атомна енергетика
- Вугільна

## Третинний сектор

### Банківська діяльність
Валютна криза в Росії (2022)
Після того, як Банк Росії підняв ключову ставку до 20%, комерційні кредитні організації один за одним почали підвищувати відсотки за вкладами. До того найвигіднішими вважалися депозити трохи більше 8% річних, зараз — 20%-22% річних. Терміни – від 1 до 3 місяців, максимум, 6 місяців. Значно піднялися ставки і за вкладами у доларах та євро.
Люди закривали існуючі вклади та відкривали нові — вже під збільшені відсотки. За відкритими даними, за перші 1-2 березня клієнти тільки Ощадбанку розмістили на вкладах понад трильйон рублів.
Станом на 1 лютого 2022 року усі кошти клієнтів на рахунках російських банків оцінювалися приблизно 86 трлн рублів, 30 трлн рублів перебувало в Ощадбанку РФ. Початком дефолтів у банківському секторі може стати відкриття Московської біржі.

### Торгівля
Докладніше Бойкот Білорусі та Росії 2022 року

#### Трубопроводні перевезення
З 24 лютого постачання пального з Росії припинилися для України, Канади, Великої Британії, США.

#### Морські перевезення
У березні 2022 року учасники ринку морського товарообігу почали скаржитися на додаткові митні процедури, виявилося заблоковано до 50% товарів, що йдуть на імпорт до Росії і до 60% російського експорту (більш ніж 300 тис. TEU).
Морські перевізники MSC, Maersk, CMA CGM Group, Hapag-Lloyd, ONE Yang Ming, займають шість з десяти перших рядків у списку провідних судноплавних контейнерних компаній і в цілому контролюють близько 70% світового бізнесу з доставки морем контейнерних вантажів.
Невеликою противагою альянсу недружніх країн на контейнерному ринку, може стати, наприклад, китайський перевізник COSCO Group, якому належить 13% світових контейнерних перевезень, або ізраїльський ZIM (1,4%)
Великі російські експортери переорієнтовуються на азійські ринки, перш за все на Китай, для них єдиним робочим варіантом залишається залізниця.

### Транспорт

#### Автомобільний транспорт
- Iveco припинив поставки авто та планує вийти зі спільного підприємства[11].

#### Залізничний транспорт
- Alstom зупиняє поставки до Росії[12].

## Санкції
Докладніше Санкції проти Росії (2022)

## Інтернет

### Медіасервіси
- Megogo припинив роботу в Росії[13]. Також на сервісі вже не доступні фільми російського виробництва[14].

### Онлайн-сервіси
- LiveScore припинив висвітлення будь-яких спортивних змагань на території Росії[15].

## Інформаційні технології

### Відеоігри
- EA Vancouver видалить Росію та її клуби з симулятора FIFA[16].

### Хмарні обчислення
- Amazon Web Services заборонила реєстрацію нових користувачів з Росії[17].

## Олігархи
- Федун Леонід Арнольдович втратив 80 % капіталу[18].

## Спорт
- Збірна РФ не допущена до зимових Паралімпійських ігор 2022 року[19].

### Пляжний футбол
- Росію офіційно позбавили всіх змагань у пляжному футболі[20].

### Футбол
- Збірна Росії з футболу дискваліфікована на Чемпіонат світу з футболу 2022 року[21]. У той же час збірна повинна зіграти товариські поєдинки наприкінці березня. Серед можливих кандидатів: моліджна збірна чи збірна, складена з резервістів[22].
- Російська жіноча збірна виключена з чемпіонату Європи 2022[23].
- Асоціація європейських професійних футбольних ліг виключили російську Прем'єр-лігу та Футбольну національну лігу[24].
- Асоціація європейських клубів позбавила членства Зеніт, ЦСКА, Спартак М, Ростов, Краснодар, Локомотив М і Рубін[25].
- Міжнародна федерація асоціацій професійних футболістів (FIFPro) закликає до спортивної революції через агресію Росії[26].
- ФІФА й УЄФА виключили Росію та її клуби з усіх змагань[27].
- УЄФА відсторонив російських арбітрів від роботи на єврокубкових матчах[28].
- Фінал Ліги чемпіонів 2021/22 замість Санкт-Петербурга відбудеться на Стад-де-Франс[29].
- Абрамович Роман Аркадійович офіційно продає «Челсі». Отримані кошти підуть на допомогу постраждалим внаслідок війни в Україні[30].
- Зубков Олександр Валерійович поки не виходить на матчі «Ференцвароша», так як його очолює екс-тренер збірної Росії Черчесов Станіслав Саламович[31].

#### Спонсори
- УЄФА має намір достроково розірвати угоду з Газпромом, за якою мав би отримати 80 млн євро[32].
- «Евертон» розірвав контракти зі спонсорами USM, Megafon та Yota[33].
- Манчестер Юнайтед розірвав контракт з «Аерофлотом»[34].
- «Шальке» розриває контракт зі спонсором Газпром[35]. Представник Газпрому Маттіас Варніг покинув наглядову раду Шальке[36].
- Роберт Левандовський розірвав контракт з брендом Huawei[37].

#### Телетрансляції
- Англійська Прем'єр-ліга припинила трансляції в Росії[38].
- Ліга 1 призупинила трансляцію матчів чемпіонату в Росії[39].

#### Російський чемпіонат
Російський чемпіонат масово втрачає кваліфікованих футболістів і тренерів. Лише «Краснодар» покинуло 9 футболістів і тренерський штаб.
- «ЦСКА» (Москва) потрапив під санкції США[40].
- Воронін Андрій Вікторович розірвав контракт з «Динамо» (Москва)[41].
- Маркус Гісдоль пішов у відставку з посади тренера «Локомотива» (Москва)[42].
- Оелександр Панков, спортивний директор клубу «Красава» виїхав з Росії[43].
- Артем Полярус розірвав контракт з «Ахматом» (Грозний)[44].
- Ярослав Ракіцький розірвав контракт з «Зенітом» (Санкт-Петербург)[45]. Родина залишилась у Росії[46].

«Краснодар» розірвано контракти з тренерським штабом на чолі з Даніелем Фарке. Призупинено контракти з:
- Хуніор Алонсо
- Ерік Ботхейм
- Вандерсон
- Кайо Панталеан
- Ремі Кабелла
- Віктор Классон
- Джон Кордоба
- Гжегож Крихов'як
- Крістіан Рамірес

«СКА-Хабаровськ»
- Гліб Грачов розірвав контракт[49].
- Литвин Дмитро Андрійович розірвав контракт[50].

«Торпедо» (Москва) розірвано контракти:
- Каплієнко Олександр Максимович
- Кравчук Андрій Сергійович

«Урал» (Єкатеринбург):
- Годзюр Ярослав Михайлович розірвав контракт[52].
- Денис Кулаков призупинив контракт[53].

### Спортивні бренди
- Adidas зупиняє контракт з Російським футбольним союзом і більше не поставляє спортивну форму для збірної Росії[54].

## Творчість

### Пісня
- Стінг не співатиме для російських олігархів[55].

## Товари та послуги

### Дитячі товари
- Mothercare призупиняє роботу 120 магазинів і продажів онлайн[56].

### Тютюн
- Imperial Tobacco призупиняє продаж і виробництво в Росії[57].

### Харчування
- Yum! Brands призупиняє роботу 70 ресторанів KFC і завершує роботу щодо завернення роботи всіх ресторанів Pizza Hut[58].